# Simone I Ventimiglia
Simone Ventimiglia de Luna, marchese di Geraci (1485 – agosto 1544), è stato un nobile, politico e militare italiano, al servizio del Regno di Sicilia.

## Biografia
Nacque probabilmente nel 1485, da Enrico, III marchese di Geraci, e da Eleonora de Luna Cardona dei conti di Caltabellotta, di cui era il quarto di cinque figli. Nel 1502 sposò la cugina Elisabetta (o Isabella) Moncada (1481-1553), figlia di Guglielmo Raimondo, conte di Adernò, vedova del fratello Filippo, IV marchese di Geraci, da cui ebbe sei figli.
Al fratello Filippo, morto nel 1497, gli succedette nei titoli e nei feudi di famiglia confiscati al padre nel 1485, che il medesimo riuscì a farsi restituire dal re Ferdinando II d'Aragona, e di cui era stato investito nel 1491. Ne ottenne ufficialmente investitura il 23 ottobre 1500 con privilegio datogli dal Re Ferdinando, dichiarandolo successore del Marchesato di Geraci in quanto discendente del marchese Giovanni I Ventimiglia. Il Ventimiglia riuscirà ad ottenere il mero e misto imperio sui suoi Stati feudali nel 1522, sborsando 2.000 onze, e negli anni a seguire ricostituirà inoltre l'integrità della signoria, recuperando le baronie alienate di Pettineo, Pollina, Castelluzzo e i diritti sul porto di Tusa. Acquisì inoltre due feudi nella baronia di Sperlinga.
Capitano d'armi di Cefalù nel 1512, appoggiò il cugino Pietro Cardona, conte di Collesano, nella rivolta scoppiata in Sicilia nel 1516 contro il viceré Hugo de Moncada, che determinarono l'allontanamento di questi. Il Ventimiglia venne in seguito eletto presidente del Regno di Sicilia assieme a Ponzio Santapau, marchese di Licodia, ma tenne tale incarico per pochissimo tempo finché il re Carlo V d'Asburgo non lo sollevò e lo mandò in esilio a Napoli, dove permase per due anni. Riabilitato politicamente sotto il governo viceregio di Ettore Pignatelli, duca di Monteleone, fu deputato del Regno di Sicilia nel 1522 e nel 1525, nel 1522 pur capitano d'armi del Valdemone e nuovamente presidente e vicario generale del Regno nel 1535 e nel 1541. In qualità di presidente del Regno, emanò la prammatica del 29 ottobre 1541, con la quale si disciplinò la vita delle banche pubbliche.
Nel 1538 il Marchese di Geraci minacciò di muover guerra alle ribelli truppe imperiali spagnole - che avevano dato vita a saccheggi e violenze nella zona orientale dell'isola - raccogliendo un esercito di oltre ventimila siciliani, armati di partigianelle (lance di circa due metri) e frombole per lanciare pietre:
(P. Giovio, Istorie del suo tempo, II parte, a cura di L. Domenichi, Bonelli, 1560, p. 472)
Governatore della Confraternita di Santa Maria della Candelora di Palermo nel 1535, di cui fu uno dei fondatori, il viceré Ferrante Gonzaga, conte di Guastalla lo nominò vicario, commissario e capitano generale nel 1538, nel 1542 lo nominò vicario e capitano d'armi a guerra per le città di Siracusa e di Piazza Armerina, con pienezza di poteri civili e militari, allo scopo di provvedere all'ordine e alla difesa delle città e del loro territorio dagli attacchi dei Turchi. Nel 1544 fu vicario e capitano d'armi nel Val di Noto.
Recatosi ad Aiello, in Calabria, per far visita alla figlia Diana, moglie del conte Antonio II Siscar, vi morì di febbre pestifera nel 1544, poco dopo aver fatto testamento il 13 agosto.